# 星空美咲
星空 美咲（ほしぞら みさき、3月25日 - ）は、宝塚歌劇団花組に所属する娘役。花組トップ娘役。
神奈川県鎌倉市、横浜雙葉高等学校出身。身長164cm。愛称は「みさき」。

## 来歴
2017年、宝塚音楽学校入学。
2019年、音楽学校卒業後、宝塚歌劇団に105期生として入団。入団時の成績は5番。宙組公演「オーシャンズ11」で初舞台。その後、花組に配属。
元月組トップ娘役・愛希れいか似の雰囲気で注目を集め、2021年の「PRINCE OF ROSES」でバウホール公演初ヒロイン。入団2年目、105期から初のヒロイン誕生となった。同年の「銀ちゃんの恋」（KAAT神奈川芸術劇場・ドラマシティ公演）で、東上公演初ヒロイン。
2022年の「冬霞の巴里」（ドラマシティ・東京建物 Brillia HALL公演）で、2度目の東上公演ヒロイン。続く「巡礼の年」で新人公演初ヒロイン。
2023年のショー「ENCHANTEMENT」で初のエトワールに抜擢。同年の「激情／GRAND MIRAGE!」で全国ツアー公演初ヒロイン。
2024年5月27日付で花組トップ娘役に就任。105期から初のトップ誕生となった。永久輝せあの相手役として、同年の「ドン・ジュアン」（御園座公演）でトップコンビお披露目。

## 主な舞台

### 初舞台
- 2019年4 - 5月、宙組『オーシャンズ11』（宝塚大劇場のみ）

### 花組時代
- 2019年8 - 11月、『A Fairy Tale -青い薔薇の精-』 - 新人公演：シャーロットの幻（11歳）（本役：美羽愛）『シャルム!』
- 2020年1月、『DANCE OLYMPIA』（東京国際フォーラム）
- 2020年7 - 11月、『はいからさんが通る』[注釈 2]
- 2021年1 - 2月、『PRINCE OF ROSES-王冠に導かれし男-』（バウホール） - イザベル バウ初ヒロイン[7][8][9]
- 2021年4 - 7月、『アウグストゥス-尊厳ある者-』『Cool Beast!!』[5]
- 2021年8 - 9月、『銀ちゃんの恋』（KAAT神奈川芸術劇場・ドラマシティ） - 水原小夏 東上初ヒロイン[5][9]
- 2021年11 - 12月、『元禄バロックロック』 - ツバキ、新人公演：リク（本役:華雅りりか）『The Fascination（ザ ファシネイション）!』（宝塚大劇場）
- 2022年1 - 2月、『元禄バロックロック』 - ツバキ『The Fascination（ザ ファシネイション）!』（東京宝塚劇場）
- 2022年3 - 4月、『冬霞（ふゆがすみ）の巴里』（ドラマシティ・東京建物 Brillia HALL） - アンブル 東上ヒロイン[2]
- 2022年6 - 7月、『巡礼の年〜リスト・フェレンツ、魂の彷徨〜』 - デルフィーヌ・ゲー、新人公演：マリー・ダグー伯爵夫人（本役：星風まどか）『Fashionable Empire』（宝塚大劇場） 新人公演初ヒロイン[10]
- 2022年8 - 9月、『巡礼の年〜リスト・フェレンツ、魂の彷徨〜』 - デルフィーヌ・ゲー『Fashionable Empire』（東京宝塚劇場）[注釈 1]
- 2022年10 - 11月、『フィレンツェに燃える』 - アンジェラ『Fashionable Empire』（全国ツアー）
- 2023年1月、『うたかたの恋』 - ミリー・ステュベル『ENCHANTEMENT（アンシャントマン）-華麗なる香水（パルファン）-』（宝塚大劇場） 初エトワール[11]
- 2023年2 - 3月、『うたかたの恋』 - ミリー・ステュベル、新人公演：ミッツィ（本役：詩希すみれ）『ENCHANTEMENT（アンシャントマン）-華麗なる香水（パルファン）-』（東京宝塚劇場）
- 2023年7 - 10月、『鴛鴦歌合戦（おしどりうたがっせん）』 - おとみ、新人公演：麗姫（本役：春妃うらら）『GRAND MIRAGE!』
- 2023年11 - 12月、『激情』 - カルメン『GRAND MIRAGE!』（全国ツアー） 全国ツアー初ヒロイン[12]
- 2024年2 - 3月、『アルカンシェル』（宝塚大劇場） - アネット エトワール[14]
- 2024年4 - 5月、『アルカンシェル』（東京宝塚劇場） - アネット、新人公演：イレーネ（本役：鈴美梛なつ紀）

### 花組トップ娘役時代
- 2024年7 - 8月、『ドン・ジュアン』（御園座） - マリア トップお披露目公演[13]
- 2024年9 - 2025年1月、『エンジェリックライ』 - エレナ『Jubilee（ジュビリー）』 大劇場トップお披露目公演[15]
- 2025年3月、『マジシャンの憂鬱』 - ヴェロニカ『Jubilee（ジュビリー）』（博多座）[16]
- 2025年6 - 9月、『悪魔城ドラキュラ』 - マリア、新人公演：修道女『愛, Love Revue!』[17]
- 2025年11 - 12月、『Goethe!』（東京国際フォーラム・梅田芸術劇場）[18]
- 2026年2 - 5月、『蒼月抄（そうげつしょう）－平家終焉の契り－』『EL DESEO（エル・デセーオ）』[19]

## 出演イベント
- 2019年12月、タカラヅカスペシャル2019『Beautiful Harmony』[注釈 3]
- 2023年4月、水美舞斗ディナーショー『One and Only』[20]

## 受賞歴
- 2024年、『宝塚歌劇団年度賞』 - 2023年度新人賞[21]